# Farkas Gyula (irodalomtörténész)
Kisbarnaki Farkas Gyula (Kismarton, 1894. szeptember 27. – Göttingen, 1958. július 12.) székesfehérvári állami reáliskolai tanár, utóbb az Eötvös-kollégium tanára, irodalomtörténész, Gragger Róbert halála után a berlini egyetemen a magyar nyelv és irodalomtörténet tanára.
Németországban a Julius von Farkas névváltozatot használta.

## Élete
Az ősi Veszprém vármegyei nemesi származású kisbarnaki Farkas család sarja, amely egykor Vas és Zala vármegyében volt földbirtokos. Apja kisbarnaki Farkas Ferenc (1849-1937), százados, kismartoni jegyző, anyja potyondi és csáfordi Pottyondy Gizella (1864-1921) volt. Apai nagyszülei kisbarnaki Farkas Ferenc (1820–1882), a rédei uradalmi tiszttartó (provisor dominalis) a gróf Esterházy családnál és Hoffmann Cecília (1826–1907) voltak. Anyai nagyszülei potyondi és csáfordi dr. Pottyondy Ágoston (1835-1905), ügyvéd és Grohmann Mária (1840-1918) voltak. Az apai nagybátyja kisbarnaki Farkas Gyula (1847–1930) matematikus, fizikus, a Magyar Tudományos Akadémia rendes tagja. Farkas Gyula irodalomtörténésznek még három testvére volt: kisbarnaki Farkas Mária (1888-1962), akinek a férje, Keller Jenő (1878) járásbíró, vitéz kisbarnaki Farkas Ferenc (1892–1980) magyar katonatiszt, cserkészvezető, a Ludovika Akadémia parancsnoka, valamint kisbarnaki Farkas Irén (1896-1955) kisasszony, aki tanárnő volt.

## Művei
- Petőfi nagyobb elbeszélő költeményeinek forrásai. Budapest, 1922.
- Az elszakított Felvidék magyarságának szellemi élete. Budapest, 1927.
- A magyar romantika. Budapest, 1930.
- A fiatal Magyarország kora. Budapest, 1932.
- A magyar irodalom története. Budapest, 1934.
- Az asszimiláció kora a magyar irodalomban. Budapest, 1938.
- A magyar szellem felszabadulása. Budapest, 1944.
- Ungarn, Geschichte und Kultur in Dokumenten. Wiesbaden, 1955.
- Südosteuropa. Göttingen, 1955.